# Scaligeria hirtula
Scaligeria hirtula är en flockblommig växtart som först beskrevs av Eduard August von Regel och Johannes Theodor Schmalhausen, och fick sitt nu gällande namn av Vladimir Ippolitovich Lipsky och Jevgenij Korovin. Scaligeria hirtula ingår i släktet Scaligeria och familjen flockblommiga växter. Inga underarter finns listade i Catalogue of Life.